# Oliver R. Gurney
Oliver Robert Gurney (* 28. Januar 1911 in Norfolk; † 11. Januar 2001 in Oxford) war britischer Hethitologe.

## Leben
Gurney, der Sohn des Zoologen Robert Gurney, besuchte das Eton College und absolvierte am New College (Oxford) ein Studium der Altertumswissenschaften, welches er 1933 abschloss. Im Wintersemester 1935/36 war Gurney in Berlin, um bei Hans Ehelolf, seinerseits Kurator im Vorderasiatischem Museum, seine hethitologischen Kenntnisse zu erweitern. Nach seiner Rückkehr nach England wurde Gurney mit einer hethitologischen Arbeit „Hittite Prayer of Mursili II.“ promoviert. Nach dem Ende des Zweiten Weltkrieges wurde ihm in Oxford die Shillito Readership in Assyriology angeboten, die er annahm und anschließend für 33 Jahre innehatte. 1965 wurde Gurney seitens der Universität für seine Leistungen und Verdienste der Professorentitel verliehen. Zu seinem wissenschaftlichen Werk gehörte u. a. auch die Textpublikation von assyrischen Keilschrift-Tafeln, die von Seton Lloyd in Sultantepe in den Jahren 1951/52 ausgegraben wurden und jetzt im Besitz des Museums für anatolische Zivilisationen in Ankara sind. Neben vielen anderen Veröffentlichungen gehört das Buch „The Hittites“ zu den wichtigsten und verbreitetsten Schriften Gurneys, die vielen interessierten Laien, aber auch Generationen von Studenten, eine Einführung zum Thema Hethiter boten.
1959 wurde er zum Mitglied (Fellow) der British Academy gewählt.

## Veröffentlichungen (Auswahl)
- The Hittites. Penguin, London u. a. 1952
  - Deutsch: Die Hethiter. VEB Verlag der Kunst, Dresden 1969. (Fundus-Reihe 22/23) (2. veränderte Auflage 1980)